# Crassula hedbergii
Crassula hedbergii är en fetbladsväxtart som beskrevs av G.E. Wickens och M. Bywater. Crassula hedbergii ingår i släktet krassulor, och familjen fetbladsväxter. Inga underarter finns listade i Catalogue of Life.